# گیوم بوئیست
گیوم بوئیست (انگلیسی: Guillaume Bouisset؛ زادهٔ ۷ ژانویهٔ ۱۹۷۳) بازیکن فوتبال سابق اهل فرانسه است که در پست مدافع بازی می‌کرد.
از باشگاه‌هایی که در آن بازی کرده‌است می‌توان به باشگاه فوتبال ستاره سرخ، باشگاه فوتبال گنگام، باشگاه ورزشی آمیان، و باشگاه فوتبال لانس اشاره کرد.